# Prix Daniel Toscan du Plantier
Der Prix Daniel Toscan du Plantier ist ein jährlich vergebener französischer Filmpreis, mit dem seit 2008 im Zusammenhang mit den César-Verleihungen der Académie des Arts et Techniques du Cinéma der bedeutendste Produzent des französischen Films ausgezeichnet wird. Der Preis ist benannt nach dem 2003 gestorbenen Filmproduzenten und langjährigen Präsidenten der Akademie Daniel Toscan du Plantier.

## Grundsätze
Der Preisträger wird per Abstimmung ermittelt, bei der die Filmproduzenten zur Wahl stehen, die als Finalisten ermittelt wurden. Als Finalist gilt jeder Produzent, der mit mindestens einem Film in mindestens einer César-Kategorie nominiert ist, wobei (mehrheitlich) ausländische Produktionen ausgeschlossen sind. Zusätzlich können in Ausnahmefällen Filmproduzenten als Finalisten nominiert werden, deren Filme bei den Kritikern oder beim Publikum außerordentlichen Erfolg hatten.
Stimmberechtigt sind die Mitglieder der „Association pour la promotion du cinéma“ (des Leitungsgremiums der Akademie) sowie alle seit 2008 nominierten César-Anwärter und -Preisträger aller Kategorien.
Die Trophäe wurde gestaltet von dem österreichischen Designer Robert Stadler.
Die Preisvergabe findet traditionell einige Tage vor den César-Verleihungen im Rahmen eines vom französischen Kulturminister geleiteten Dîners statt.

## Preisträger
(In Klammern: Für mindestens einen César des betreffenden Jahres nominierte Filme des Produzenten.)

### 2000er Jahre
- 2008: Claude Berri, Pathé Renn Productions (Couscous mit Fisch – La Graine et le Mulet)
- 2009:
  - Pascal Caucheteux, Why Not Productions (Ein Weihnachtsmärchen – Un conte de Noël)
  - Thomas Langmann, La Petite Reine (Public Enemy No. 1 – Mordinstinkt / Todestrieb –  L’Instinct de mort / L'Ennemi public No. 1)

### 2010er Jahre
- 2010: Pascal Caucheteux und Grégoire Sorlat, Why Not Productions (Ein Prophet – Un prophète)
- 2011: Yaël Fogiel und Laetitia Gonzalez, Les Films du Poisson (Tournée – Tournée)
- 2012: Alain Attal, Les Productions du Trésor (Poliezei – Polisse)
- 2013: Gaëlle Bayssière und Didier Creste, Everybody on Deck (Au galop)
- 2014: Sylvie Pialat, Les Films du Worso (Der Fremde am See - L'Inconnu du lac und Die Nonne – La Religieuse)
- 2015: Sylvie Pialat, Les Films du Worso (
Timbuktu – Timbuktu)
- 2016: Pascal Caucheteux und Grégoire Sorlat, Why Not Productions (Nur Fliegen ist schöner – Comme un avion, Dämonen und Wunder – Dheepan und Trois souvenirs de ma jeunesse)
- 2017: Éric und Nicolas Altmayer, Mandarin Cinéma (Monsieur Chocolat – Chocolat, Frantz – Frantz und Agnus Dei – Die Unschuldigen – Les Innocentes)
- 2018: Marie-Ange Luciani und Hugues Charbonneau, Les Films de Pierre (120 BPM – 120 battements par minute)
- 2019: Alain Attal, Trésor Films (Ein Becken voller Männer – Le Grand Bain und Pupille)

### 2020er Jahre
- 2020: Christophe Barral und Toufik Ayadi, Srab Films (Die Wütenden – Les Misérables – Les Misérables)
- 2021: Caroline Bonmarchand, Avenue B Productions (Einfach enorm – Énorme)
- 2022: Alice Girard und Édouard Weil, Rectangle Productions (Aline – The Voice of Love – Aline und Das Ereignis – L'Événement)
- 2023: Carole Scotta und Barbara Letellier, Haut et Court (In der Nacht des 12. – La Nuit du 12)
- 2024: Marie-Ange Luciani, Les Films de Pierre (Anatomie eines Falls – Anatomie d’une chute)
- 2025: Muriel Meynard, Agat Films / Ex Nihilo (Könige des Sommers – Vingt Dieux)